# Judocus

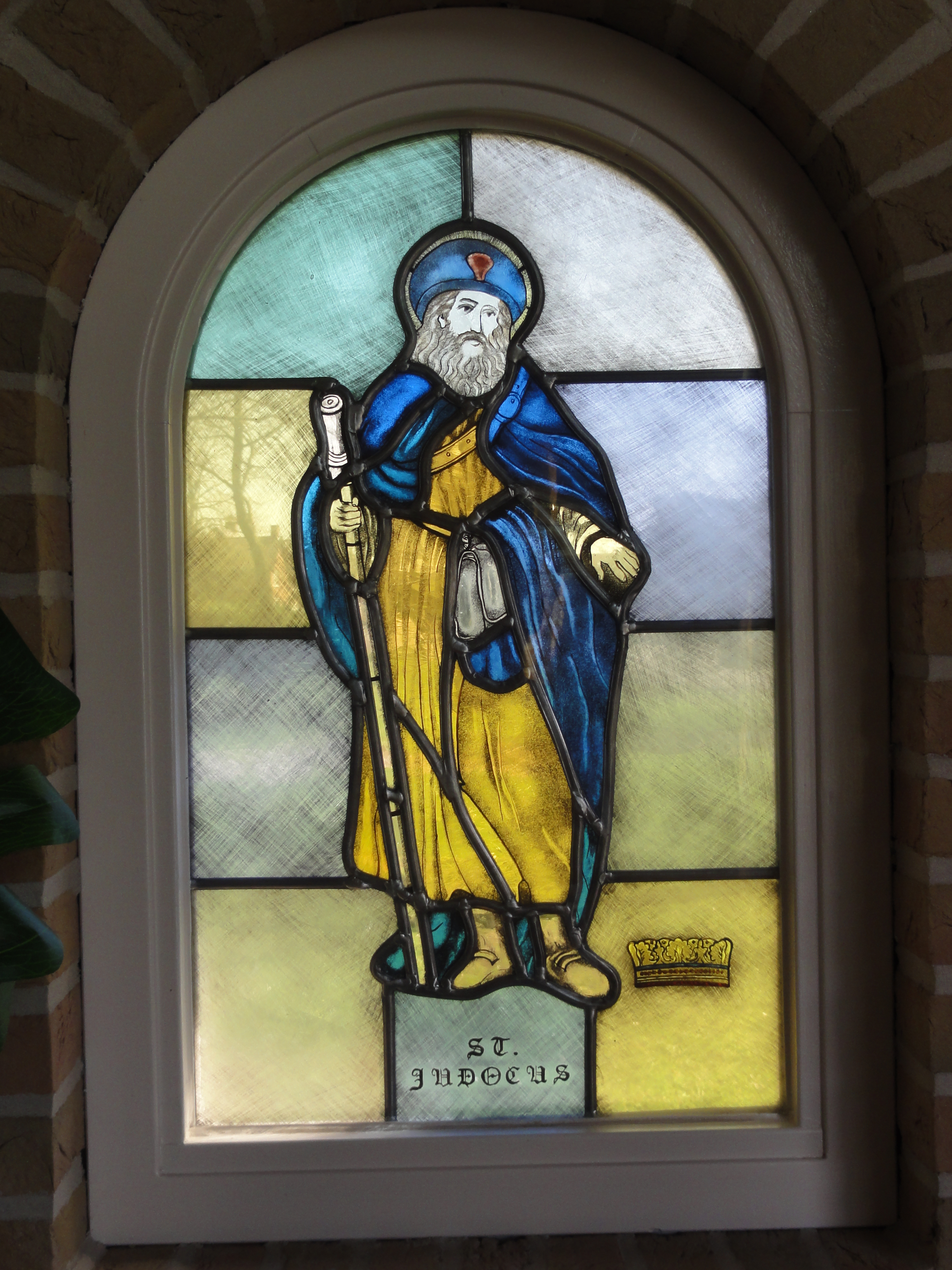
Glas-in-loodraam met Sint-Judocus

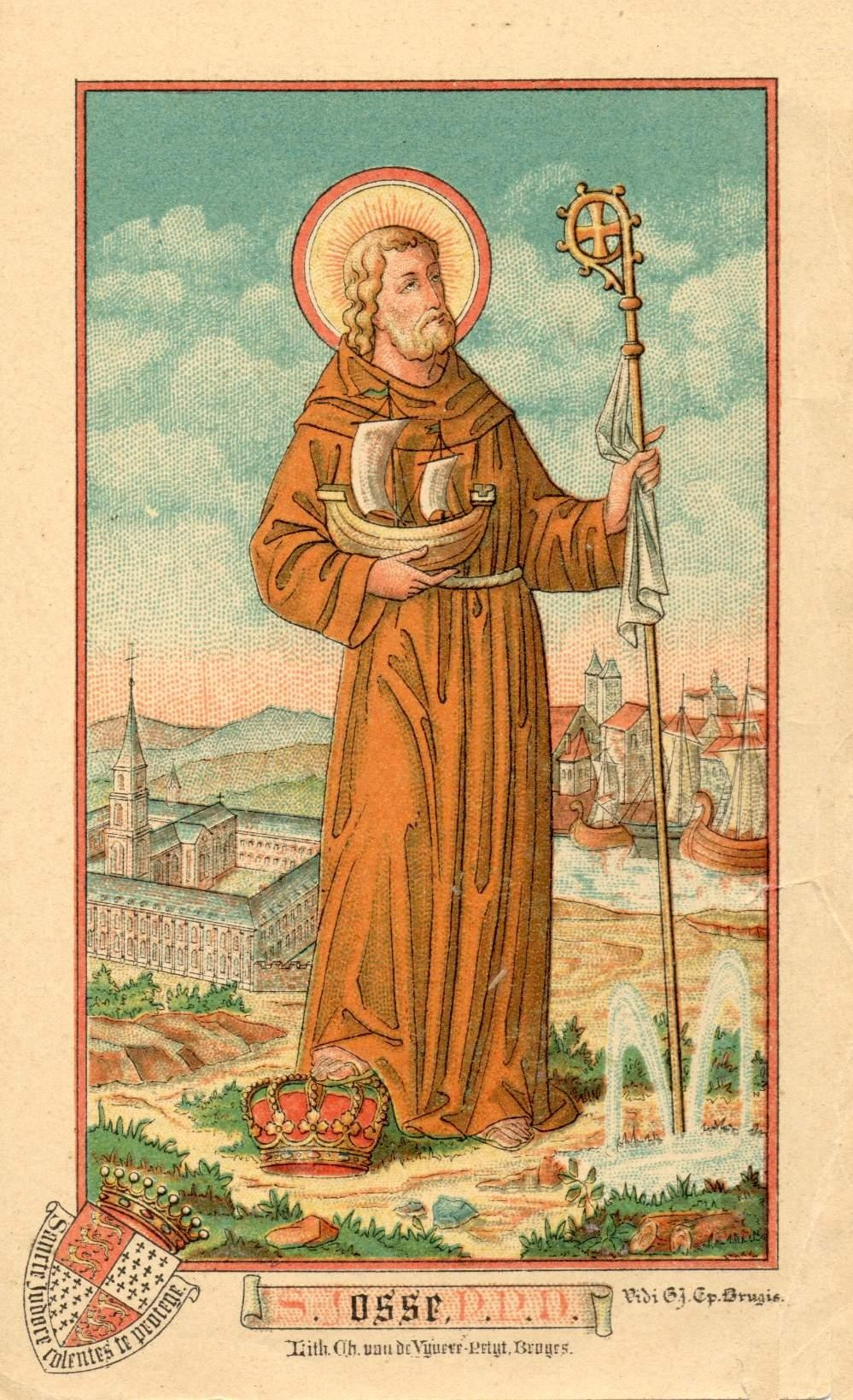
Lithografie van Sint-Judocus, door Van de Vyvere-Petyt, Brugge.

Judocus is een heilige uit het Franse Bretagne die geleefd zou hebben in de 7e eeuw. Hij staat ook bekend als Sint-Joos of Sint-Joost.
De kennis omtrent deze persoon komt uit een anoniem heiligenleven, de Vita Judoci, geschreven omstreeks 800.
De Kelten die vanuit Cornwall naar Bretagne waren getrokken, stichtten daar een vorstendom, waar omstreeks 605 de vorst Judhael heerste. Deze zou het bisdom Aleth hebben gesticht, later bekend als het bisdom van Saint-Malo. Tot zijn zonen behoorden Judicael, die hem opvolgde, en Judoc of Judocus. Deze trok naar het oosten en stichtte omstreeks 665 een klooster nabij de Canche, in het graafschap Ponthieu. In 669 stierf hij.
Bij het klooster ontstond het stadje Saint-Josse, dat ook een bedevaartplaats werd. Filips de Goede begunstigde het klooster met giften en liet in 1449 het geschrift Vie et miracles de Saint-Josse (leven en wonderen van Sint-Judocus) opstellen.
Sint-Joost-ten-Noode bij Brussel zou met steun van Filips de Goede als parochie naar de pestheilige Judocus van Sint-Joost genoemd zijn. Toch bestond er sinds 1360 (zo'n 30 jaar voor Filips' geboorte) een Sint-Joostkapel in het gehucht ten Oede (nu ten-Noode door volksetymologie) ten noorden van Brussel, met toestemming van het kapittel van Sint-Goedele.
1. ↑  Bron: vroom lithografisch beeld Kvd Vyvere-Petyt (Brugge).